# Лебкі (Мазовецьке воєводство)
Лебкі (пол. Łebki) — село в Польщі, у гміні Стшеґово Млавського повіту Мазовецького воєводства.
Населення — 111 осіб (2011).
У 1975—1998 роках село належало до Цехановського воєводства.

## Демографія
Демографічна структура станом на 31 березня 2011 року:
|          | Загалом | Допрацездатний вік | Працездатний вік | Постпрацездатний вік |
| -------- | ------- | ------------------ | ---------------- | -------------------- |
| Чоловіки | 59      | 14                 | 41               | 4                    |
| Жінки    | 52      | 5                  | 34               | 13                   |
| Разом    | 111     | 19                 | 75               | 17                   |